# Dackeorden
Dackeorden, lundensisk studentorden med valspråket Gammelt och fornt!. Dackeorden grundades av en grupp studenter som en reaktion mot politiseringen av Smålands nation i Lund 1972. Orden leds av en Storhövitsman, och är indelad i tre grader vilka är öppna för såväl kvinnliga som manliga studenter vid Lunds universitet.